# Melanitis insulicola
Melanitis insulicola är en fjärilsart som beskrevs av Rothschild 1915. Melanitis insulicola ingår i släktet Melanitis och familjen praktfjärilar. Inga underarter finns listade i Catalogue of Life.